# François Joullain
François Joullain est un graveur, éditeur et marchand d'estampes né en 1697 et mort le 5 octobre 1778.

## Biographie
François Joullain est d'abord graveur, spécialisé dans les ornements. Il est membre (1733) puis directeur (1747) de l'académie de Saint-Luc.
Il se consacre néanmoins finalement exclusivement au commerce des estampes. Il est établi quai de la Mégisserie, à l'enseigne de la Ville de Rome et possède aussi un petit fonds de tableaux.
On connaît un catalogue de son fonds en 1760. Surtout, l'inventaire réalisé en 1762 à l'occasion du décès de sa femme Marguerite Gautrot (fille d'un maître-peintre) indique 867 portefeuilles d'estampes sans compter les volumes et celles en feuilles. Un almanach de 1776 le décrit comme « un des marchands de Paris et peut-être d'Europe le plus curieux et le mieux assorti en portraits anciens, grands et petits, de toutes les écoles et les plus rares. Connaisseur éclairé, il fait des envois en province où la confiance et la réputation d'un père honnête avaient précédé et préparé la sienne ». C'est notamment lui qui publie en 1764 le recueil Jabach.
Il meurt le 5 octobre 1778. Son fonds de plus de 40 000 estampes et 1000 dessins est alors estimé la forte somme de 20 000 livres. Il est dispersé les 17 mai et 27 septembre 1779 et rapporte en réalité 51 487 livres.
Son fils François-Charles Joullain fut également marchand de tableaux.

## Galerie

Gravures de François Joullain
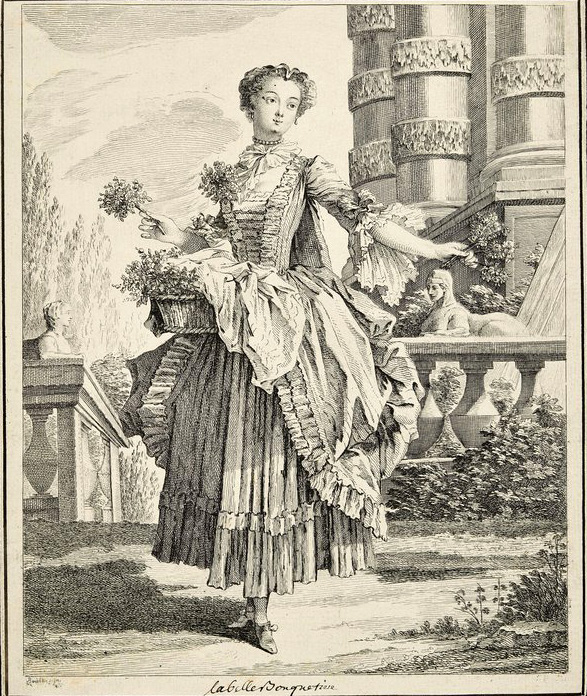
La belle bouquetière d'après François Boucher
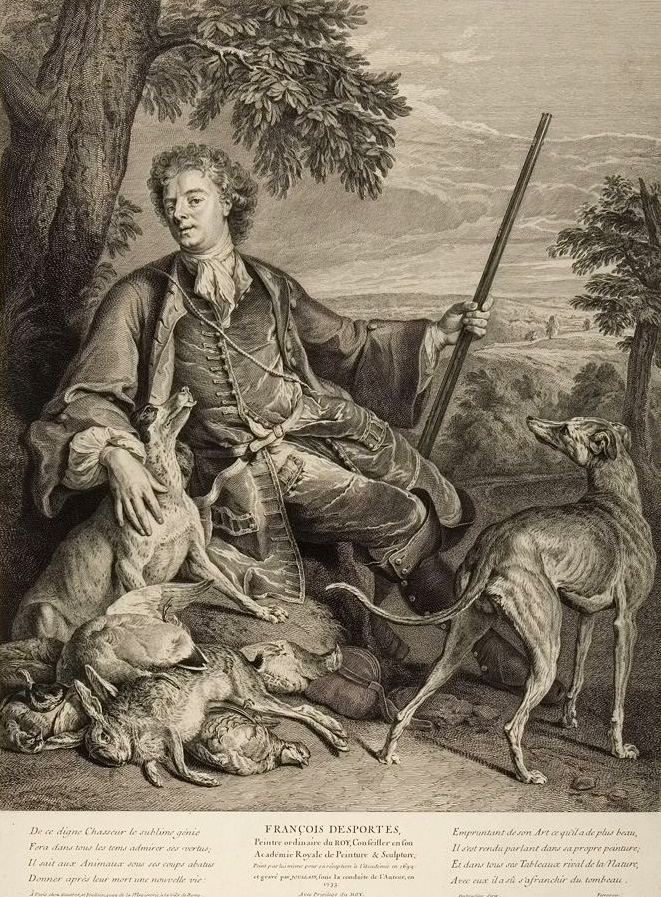
Portrait d'Alexandre-François Desportes
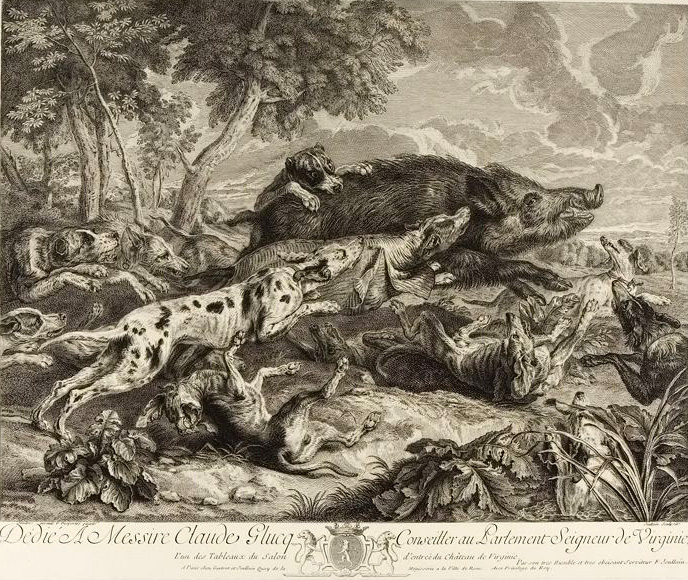
Chasse au sanglier, d'après Alexandre-François Desportes
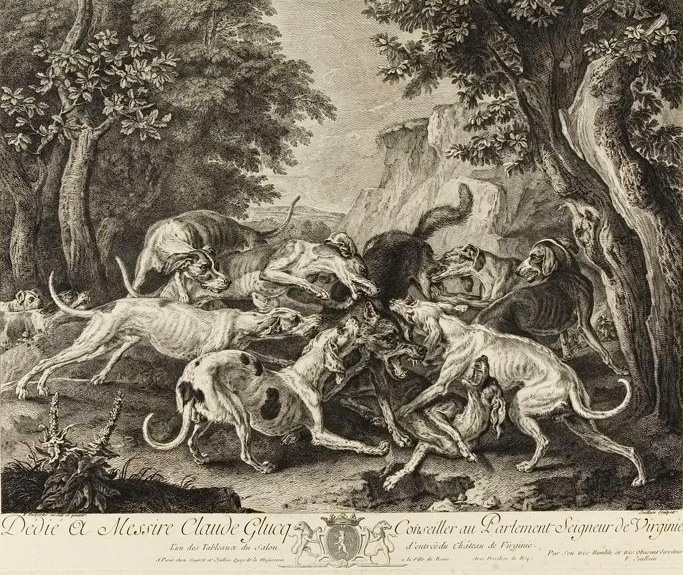
Chasse au loup, d'après Alexandre-François Desportes
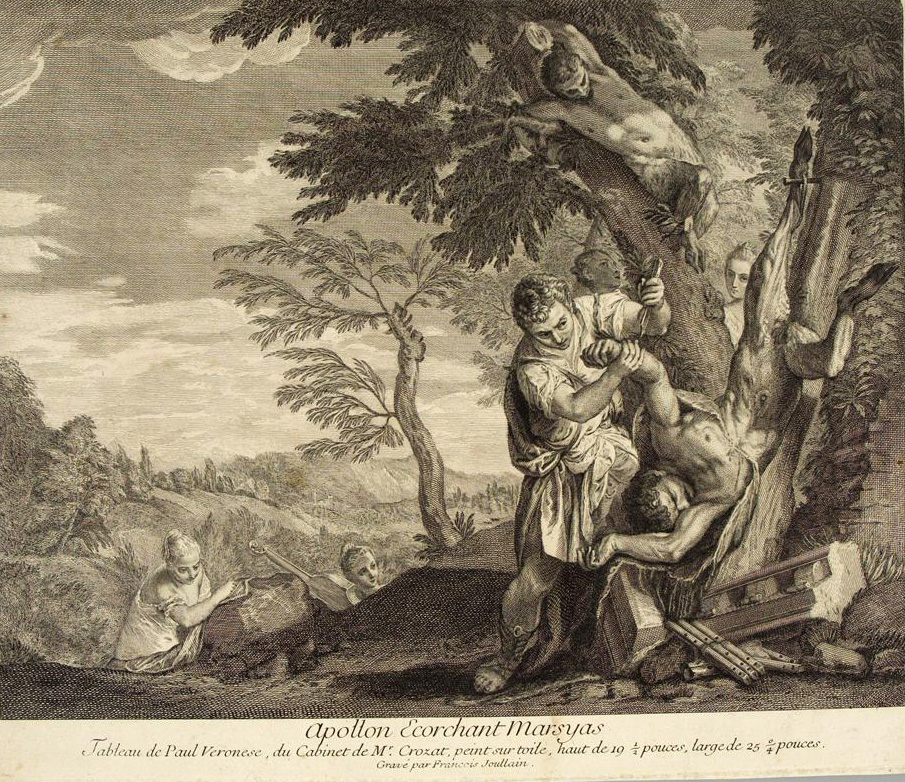
Apollon écorchant Marsyas, d'après Paul Véronèse, estampe destinée au Recueil Crozat